# Daniel Wallace (natation)
Pour les articles homonymes, voir Wallace et Daniel Wallace.
Daniel Wallace est un nageur britannique né le 14 avril 1993 à Édimbourg. Il remporte la médaille d'argent du relais 4 × 200 mètres nage libre aux Jeux olympiques d'été de 2016 à Rio de Janeiro avec Stephen Milne, Duncan Scott et James Guy.
Il est aussi champion du monde 2015 de ce relais.
Pour l'Écosse, il a remporté trois médailles aux Jeux du Commonwealth de 2014, brigant le titre sur le 400 mètres quatre nages.

## Palmarès

### Championnats du monde

#### Grand bassin
- Championnats du monde 2015 à Kazan :
  -  Médaille d'or du relais 4 × 200 m nage libre